# Marnixstraat 222-232
Marnixstraat 222-232 is een complex woningen in Amsterdam-Centrum. De Marnixstraat vormt hier de kade van de Lijnbaansgracht, de woningen worden van het water gescheiden door trambanen, fietspaden en rijweg.

## Marnixstraat 222-232
Aan het eind van de 19e eeuw was hier in de buurt de groente- en fruitmarkt (appeltjesmarkt) gevestigd. Dat trok kooplui aan maar ook commissionairs in die goederen. Om de kooplui en handelaren tot dienst te zijn werd hier een blokje van vijf woonhuizen neergezet. Eén gebouw bestond uit een souterrain (stallingsruimte) en woning, twee bovenwoningen en zolderetage. Dit was aanmerkelijk ruimer dan de arbeiderswoninkjes op de lagere nummers in de Marnixstraat. Architect van dit blok was H.B. Poelmann. Het geheel werd uitgevoerd in de voor die tijd eclectische bouwstijl. Ten opzichte van het belendende gebouw Marnixstraat 214-220 valt de soberheid van deze vijf panden op. Ze zijn alle vijf gelijk met figuurlijke ornamenten onder de dakplint en de bogen boven de toegangsdeuren. Elk gebouw heeft twee toegangsdeuren, een voor souterrain en een hoog en een deur voor de tweede en derde etage. Van de vijf dakkapellen zijn er vier van hout, de middelste van de vijf heeft een stenen front. Opvallend aan de hoekgebouwen is dat zij in de achtergevel geen haakse hoek hebben, maar een hoek in 45 graden.
Dit soort woningen werd op grote schaal gesloopt tijdens renovatie en sanering van voormalige arbeiderswijken. De sloop ging zo hard, dat zij geheel uit het straatbeeld dreigden te verdwijnen. In de 21e eeuw wilde de gemeente dit soort woningen juist weer behouden. Een middel daartoe was ze tot gemeentelijk monument te bestempelen. Desalniettemin bevonden sommige woningen zich in deplorabele staat, waardoor grondige renovatie noodzakelijk was. In 2016/2017 werd dit blok gerenoveerd, waarbij een nieuwe fundering, dakconstructie en dakkapel werd gemaakt. De woningen werden daarbij aangepast aan de eisen van de huidige tijd, maar authentieke details zoals natuurstenen schouwen en bewerkte plafonds etc. moesten bewaard blijven.
De woningen waren niet de eerste bebouwing alhier. Hier stonden eerste wat verspreide huisjes, molens en bolwerken. In 1835 kwam hier een tullefabriek (fabriek met bewerking van tule). De fabriek werd verkocht aan een eigenaar die ook bemoeienissen wilde hebben met de al in 1839 gestarte gasleverantie aan de stad door de Engelsche Gasfabriek. De tullefabriek werd omgebouwd en kreeg vanaf 1847 een concessie van twintig jaar om gas te leveren met een optie voor nog twintig jaar. In 1887 vertrok de fabriek. Er kwam een groot terrein vrij waar in verband met de bebouwing geen industrie meer gevestigd mocht worden. Er kwam een groentemarkt en woningen.

## Marnixstraat 232 K-P
Onder het hoogste huisnummer werd vanaf 2018 tot en met 2021 gebouwd aan een blokje dat ontworpen werd door Ronald Janssen en Bastiaan Jongerius onder projectnaam Groenmarkt. Het blokje is tegenstelling tot het achterliggende complex voor wat betreft stijl aangepast aan de aanpalende gebouwen. Aangezien het een separaat gebouw is valt dit onderdeel niet onder het gemeentelijk monument.

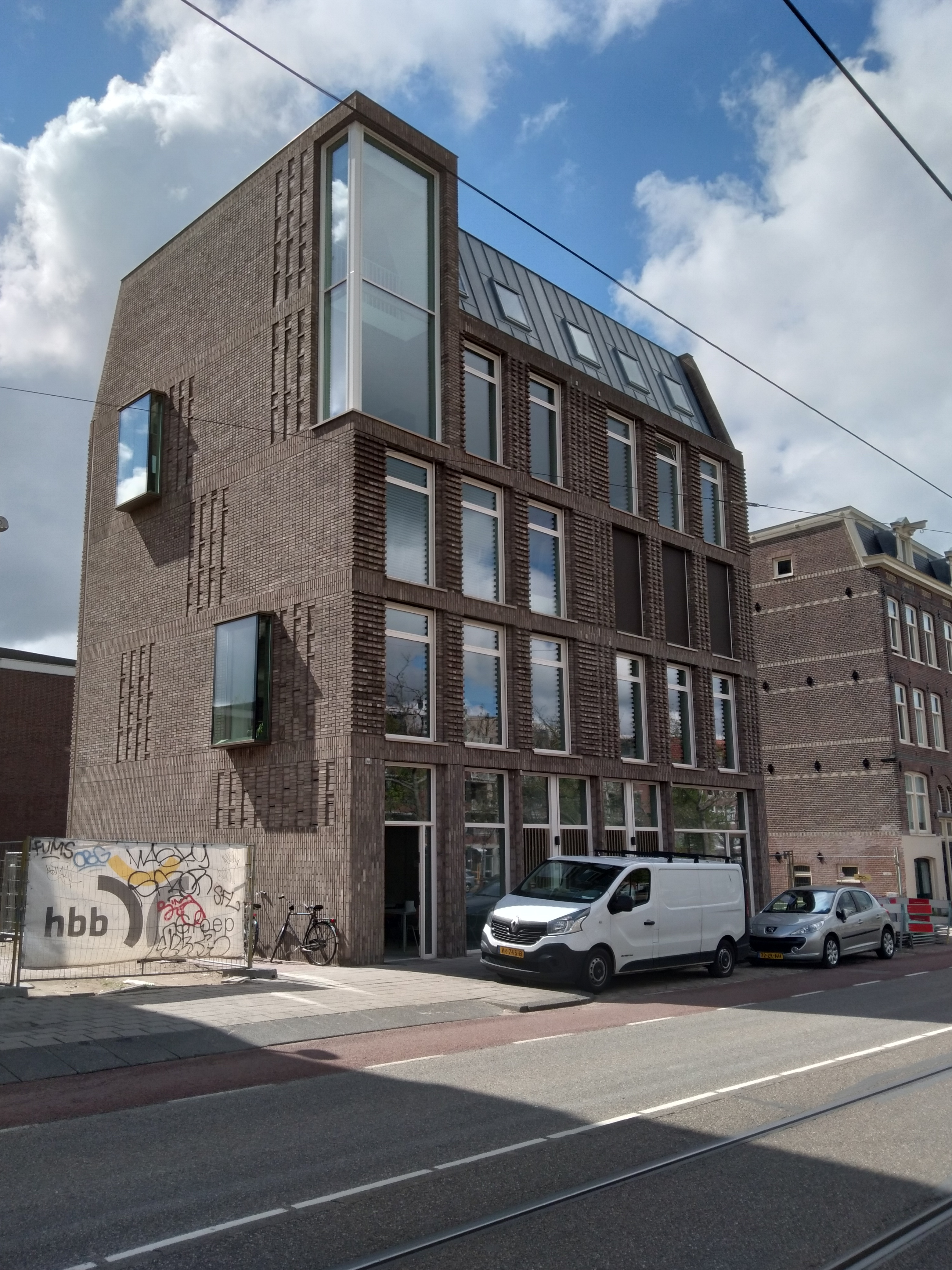
Marnixstraat 232 K-P (mei 2021)